# Пещера Озёрная
Озёрная или Голубые Озёра (укр. Озерна, Голубі Озера) — гипсовая пещера вблизи села Стрелковцы Чортковского района Тернопольской области. Впервые упоминается в начале 40-х годов XX-го века. Общая протяжённость изведанных районов пещеры составляет 127 779 м. Название пещера берёт от многочисленных подземных озёр, находящихся в этой пещере.
Пещера условно делится на несколько районов: Ближний (расположенный недалеко от входа), Дальний, Переходной (который связывает Ближний и Дальний районы) и Октябрьский. Пещера (особенно её Октябрьский район) изобилует красивыми вторичными гипсовыми (кристаллическими) образованиями. Во избежание вандализма вход в пещеру закрыт на замок, пещера доступна только для исследовательских целей.
Украинские спелеологи обнаружили в пещере множество костей древнейших животных. Об этом сообщил председатель тернопольского спелеоклуба «Подолье» Виталий Андраш. Кости были найдены во время картирования недавно[когда?] открытого участка огромной пещеры, общая протяжённость которой составляет более 130 км под землёй.
«В январе прошлого года, когда мы только открыли этот район, то нашли клыки по 8—10 см, фрагменты конечностей и позвонки. Свои находки мы передали для исследования доценту-спелеологу Черновицкого университета Богдану Ридушу, который сделал предварительное заключение, что это кости пещерных медведей, которым по 25—100 тыс. лет», — рассказал Андраш.
Сейчас эти кости, по его словам, переданы на экспертизу уже в Австрию палеонтологу, который специализируется сугубо на пещерных медведях.
Во время недавней экспедиции спелеологи обнаружили в новом районе ещё сотни костей. «Но это уже на вид кости других животных. Мы нашли клыки, позвонки, челюсти, очень много костей. Возможно, в этом месте когда-то был древнейший вход в пещеру или же сверху была „лейка“, в которую животные попадали, как в ловушку, их заливало водой и потом они уже падали в пещеру», — предполагает Андраш.
Спелеологи пока не трогали новые находки, решив весной собрать экспедицию в пещеру уже с учёными, которые будут исследовать кости на месте.